# Римско гражданство
Римското гражданство е привилегирован политически и юридически статут по отношение на законите, даван на свободни индивиди по времето на Древния Рим. Римските граждани са имали най-много права. Гражданин е можел да бъде лишаван от гражданство само при някои изключителни обстоятелства. По време на Римската република и по-късно на Римската империя, хората в Римската държава се делят на няколко класи:
- Жените нямат пълните права на римски граждани; не им се позволява да гласуват, нито да заемат обществен пост. Имат обаче право да притежават собственост, да се занимават с предприемачество и имат право на развод. На теория те са субект на почти пълната власт на главата на семейството и в някои области на правото само малко по-добре от робите. В републиканската висша класа бракът се използва за закрепване на политически съюзи и е ръководен от главата на семейството, който дори може да причини развод и да омъжи дъщеря си за друг политик.
- Жителите на покорените (държави-клиенти) или на съюзните държави на Рим първоначално са перегрини, но с течение на времето получават ограничено Латинско гражданство според ius Latii или ius latinum. Те не могат да избират или да бъдат избирани[1].
- Освободените роби са роби, получили свобода. Те не получават автоматично римско гражданство и са лишени от някои привилегии като например да бъдат избирани за редовни магистрати. Техните деца обаче се раждат като свободни граждани; например бащата на Хораций е бил освободен роб.
- робите са считани за собственост и не са субекти на правото. С течение на времето те получават известни протекции според римското право. Те могат да откупят свободата си със спестявания или срещу предлагане на бъдещи услуги след освобождаването им, а синовете им имат право да кандидатстват за гражданство; такава голяма степен на социална мобилност е необичайна за античния свят. Господарят и освободеният роб запазват известни юридически и морални задължения един към друг. След като бъдат освободени, пред тях няма много бариери да участват в социалния живот. Принципът, че човек може да стане гражданин, ако не е такъв по рождение, произтича от римската митология: когато Ромул побеждава сабиняните, той обещава на военнопленниците в Рим, че ще станат граждани[2].

## Права
Римските граждани имат следните права:
- Ius suffragii: Право да гласуват в народните събрания.
- Ius honorum: Право да заемат обществен пост.
- Ius commercii: Право да сключват правни договори и да притежават собственост; да продават и завещават (comercium).
- Ius gentium: Право на народите (перегрините). Към 3 век пр. Хр. с растящото международно влияние на Рим и необходимостта да се решават юридически спорове в новозаетите земи, се развива ius gentium юридическа кодификация на възприетото международно право за времето, основано на добре развитото търговско право на гръцките полиси и други морски държави.[3] Тези права принадлежат на всички хора и по този начин са по-сродни на човешките права, отколкото на правата на гражданина.
- Ius conubii: Право да сключват брак с римски гражданин[4], правото да бъде глава на семейство paterfamilias и децата от този брака да са римски граждани.
- Ius migrationis: Право да запази гражданството си при преместване в полис със сравним статут. Например гражданите cives Romani запазват пълното си civitas когато заминат за римска колония с пълни права: colonia civium Romanorum. Латините също имат това право и запазват тяхното ius Latii ако се преместят в друга латинска държава или латинска колония (Latina colonia). Ако обаче римски гражданин се премести в колония с по-нисък статут, гражданството му се понижава в статут ius Latii и такова преместване трябва да е доброволно.
- Право на освобождаване от някои данъци и други задължения, най-вече с местен характер.[5]
- Право да бъде ищец и ответник в съдебно дело.
- Право на съдебен процес (да се защити в съда).
- Право да обжалва решения на магистрати и решения на низшестоящ съд пред по-високостоящ (provocatio ad popolum).
- След приемането на Законите на Порций, римските граждани не могат да бъдат подлагани на мъчения или бичуване и могат да получат замяна на смъртна присъда с доброволно изгнание, освен ако не са признати за виновни в държавна измяна.
- Ако бъде обвинен в държавна измяна, римският гражданин има право да бъде съден в Рим и дори да бъде осъден на смърт, това изключва разпъването на кръст. (Въпреки че са осъдени за същото нещо, Св. Павел и Св. Петър получават различни наказания. Павел е обезглавен, докато Петър, който не е римски гражданин, е разпънат на кръст.)

Римско гражданство се изисква за постъпване в легионите, но това понякога е пренебрегвано. Гражданите могат да бъдат бичувани от центурионите и старшите офицери с цел налагане на дисциплина. Тези без гражданство постъпват в Auxilia и получават гражданство чрез служба.

## Методи за добиване на римско гражданство
- Раждане в семейство на римски гражданин
- Хора от латинските държави постепенно получават гражданство.
- Освободените роби автоматично стават граждани
- Римските легионери не са можели да сключват брак и поради това на техните деца не е давано гражданство, освен ако и докато легионерът не се ожени за тяхната майка, след като е освободен от служба.
- На някои хора им е давано гражданство като награда за изключителната им служба на Римската република (по-късно империя).
- Римското гражданство е можело и да бъде купено, но на много висока цена.
- Участниците в помощните войски са възнаграждавани с римско гражданство след като срокът на службата им приключи. Техните деца също стават граждани и могат да се включат в Римските легиони.
- Рим постепенно започва да дава гражданство на цели провинции; През 3 век се дава гражданство на всички свободни хора живеещи в империята.